# Tengai

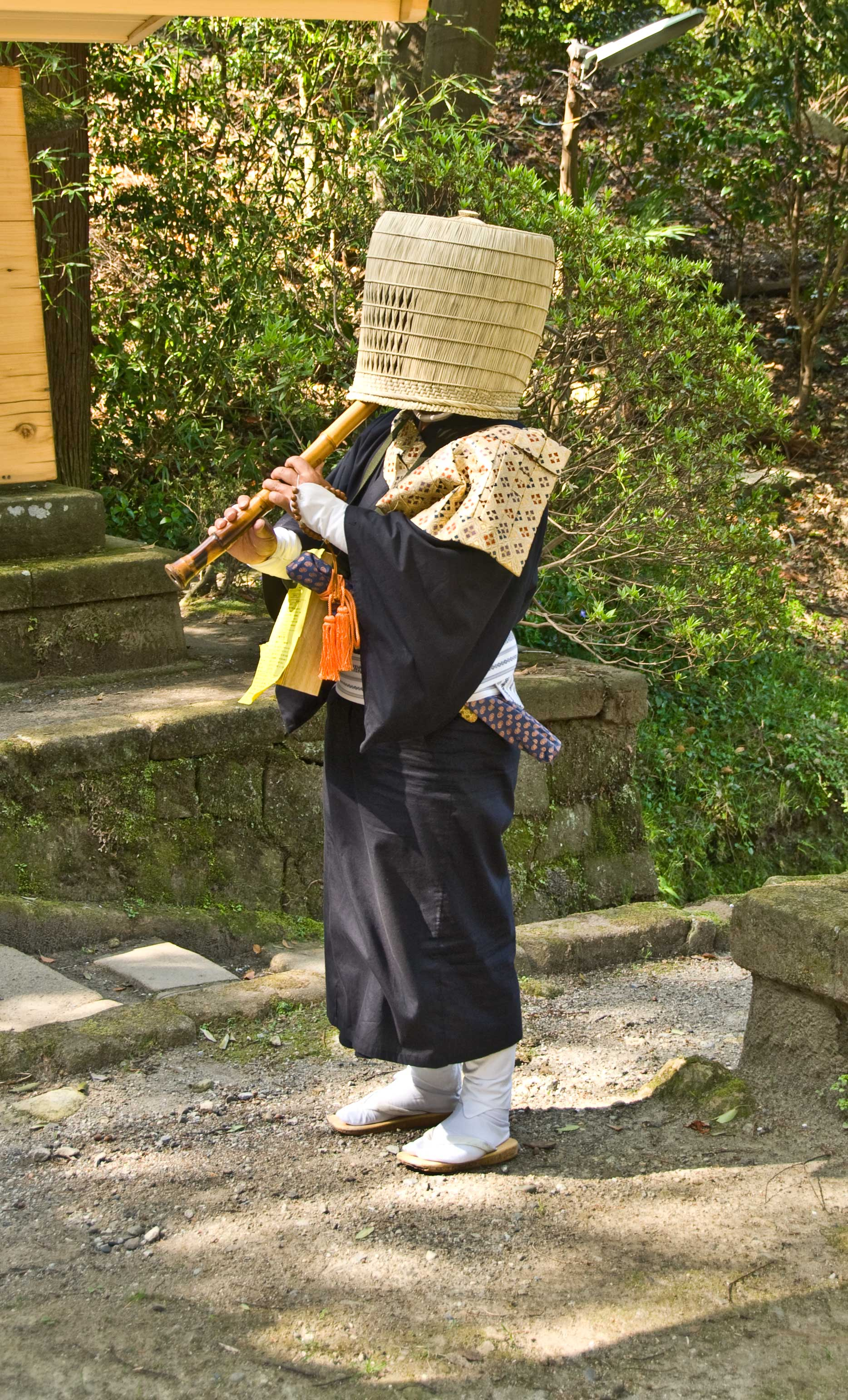
Un monaco Komuso che indossa un tengai.

Un tengai è un copricapo tradizionale giapponese simile ad un cesto di paglia realizzato ad intreccio utilizzato dai Komuso ("Monaci del vuoto"). 
I Komuso suonavano per allietare le sofferenze delle persone, i problemi e le malattie, e utilizzavano il tengai per ricoprire il volto conferendo un carattere anonimo al suonatore, così da rappresentare l'assenza dell'animo.